# Guangmu
Guangmu (chinesisch 廣目地球科學衛星 / 广目地球科学卫星, Pinyin Guǎngmù Dìqiú Kēxué Wèixīng), auch bekannt als  Sustainable Development Science Satellite 1 (可持续发展科学卫星1号) oder Sustainable Development Goals Satellite 1 (可持续发展目标一号卫星) bzw. SDGSAT-1, ist ein von der Innovationsakademie für Mikrosatelliten  hergestellter, geowissenschaftlicher Erdbeobachtungssatellit der Chinesischen Akademie der Wissenschaften.
Der Betriebsorbit des Satelliten ist eine sonnensynchrone Umlaufbahn von 500–510 km Höhe, seine Bahn kreuzt den Äquator jeweils um 09:30 Uhr Ortszeit von Norden nach Süden.

## Hintergrund
Der Begriff „nachhaltige Entwicklungsstrategien“ wurde von der damaligen Kommission der Vereinten Nationen für Umwelt und Entwicklung im April 1987 geprägt. Am 25. September 2015 wurden dann von der Generalversammlung der Vereinten Nationen auf dem Weltgipfel für nachhaltige Entwicklung 17 Ziele für nachhaltige Entwicklung verabschiedet – die sogenannte „Agenda 2030 für nachhaltige Entwicklung“ – darunter eine Beendung der Armut sowie nachhaltige Konsum- und Produktionsweisen. Eines der Probleme bei der Ausarbeitung von konkreten Vorgehensweisen zum Erreichen dieser Ziele war ein Mangel an quantisierten Daten. Daraufhin begannen ab Februar 2018 gut hundert Mitglieder der Chinesischen Akademie der Wissenschaften unter der Leitung von Guo Huadong (郭华东, * 1950), von September 2012 bis November 2015 Direktor des Instituts für Fernerkundung und digitale Geowissenschaften der Akademie, das auch die Gaofen-Satelliten betreut, mit der Ausarbeitung eines Konzepts für einen Satelliten, der diese Daten liefern konnte. Technische Unterstützung erhielten sie hierbei von der Innovationsakademie für Mikrosatelliten in Shanghai, ebenfalls eine Einrichtung der Chinesischen Akademie der Wissenschaften.
Im Dezember 2018 war die Machbarkeitsstudie abgeschlossen; das Projekt wurde von der Akademie der Wissenschaften offiziell genehmigt. Von Januar bis April 2019 wurden daraufhin die konkreten Entwürfe für den Satelliten ausgearbeitet. Von April 2019 bis Juni 2020 wurde von der Innovationsakademie für Mikrosatelliten ein erster Prototyp gebaut und ausführlich getestet. Anschließend begann man mit dem Bau des eigentlichen, für den Einsatz bestimmten Satelliten.

Heihe-Tengchong-Linie

Nach dreijähriger Entwicklungszeit wurde der Satellit am 5. November 2021 um 02:19 Uhr UTC vom Kosmodrom Taiyuan mit einer Trägerrakete vom Typ Langer Marsch 6 in eine sonnensynchrone Umlaufbahn von etwa 515 km Höhe gebracht. Dies geschah zwar anlässlich des 50. Jahrestags der Aufnahme Chinas in die Vereinten Nationen am 25. Oktober 1971, und es werden auch Daten von der gesamten Erde ermittelt. Durch seine sonnensynchrone Umlaufbahn befindet sich der Satellit jedoch immer zur gleichen Tageszeit über den gleichen Gebieten, sodass er mit seinen spezialisierten Instrumenten vor allem die wirtschaftliche Entwicklung und die dadurch verursachten Probleme an der chinesischen Ostküste beobachten kann, speziell das Jangtsekiangdelta um Shanghai, das Perlflussdelta um Kanton und die Metropolregion Jing-Jin-Ji um Peking und Tianjin, außerdem die Maritime Seidenstraße. In zweiter Linie werden Daten über Städte mit einer Bevölkerung von mehr als einer Million Einwohnern im Landesinneren der Partnerländer im Rahmen der Neuen Seidenstraße ermittelt.
Ganz besonders interessieren sich die Wissenschaftler jedoch für die regionalen Unterschiede der wirtschaftlichen Entwicklung innerhalb Chinas. Die von dem Bevölkerungsgeographen Hu Huanyong (胡焕庸, 1901–1998) im Jahre 1935 definierte Heihe-Tengchong-Linie, zu seinen Ehren auch als „Hu-Linie“ bezeichnet, existiert bis heute in fast unveränderter Form als geo-demographische Demarkationslinie. Westlich der Linie leben auf 57 % der Landfläche 6 % der Gesamtbevölkerung, östlich davon auf 43 % der Fläche 94 % der Bevölkerung. Mit Guangmu soll nun der Urbanisierungsgrad in den verschiedenen Landesteilen nach einheitlichen Kriterien ermittelt werden, von der Verteilung von Groß- und Kleinstädten bis hin zu den  funktional abgegrenzten Gebieten im Umkreis einer Kernstadt.
Guangmu – die Bezeichnung des Satelliten leitet sich vom chinesischen Namen des Lokapāla Virūpākṣa (广目天王, „Alles beobachtender Himmelskönig“) ab – ist Teil des am 1. Januar 2018 gestarteten Geowissenschaftlichen Massendaten-Projekts der Chinesischen Akademie der Wissenschaften (地球大数据科学工程 oder CASEarth).
Dieses auf fünf Jahre angelegte, von Guo Huadong geleitete und mit der 13. Legislaturperiode des Nationalen Volkskongresses zusammenfallende Projekt zielt darauf ab, die Daten diverser Systeme (CHEOS, Yaogan etc.) zusammenzuführen und in einer Cloud der wissenschaftlichen Gemeinschaft zur Verfügung zu stellen.
Am 22. September 2020 kündigte Präsident Xi Jinping in einer Rede vor der Generalversammlung der Vereinten Nationen die Gründung eines internationalen Massendaten-Forschungszentrums für nachhaltige Entwicklung an.
Vollzogen wurde die Gründung des International Research Center of Big Data for Sustainable Development Goals (可持续发展大数据国际研究中心) ein Jahr später, am 6. September 2021.
Die üblicherweise „CBAS“ abgekürzte Einrichtung („Center of Big Data for the 2030 Agenda for Sustainable Development“) ist unter dem Dach des Instituts für Fernerkundung und digitale Geowissenschaften der Chinesischen Akademie der Wissenschaften angesiedelt. Der Hauptsitz befindet sich im Stadtbezirk Haidian von Peking, Direktor des tatsächlich international besetzten Forschungszentrums ist Guo Donghua.
Um mit seiner Schwadbreite von 300 km die gesamte Erde zu dokumentieren, benötigt Guangmu 11 Tage. Dies reicht insbesondere im Hinblick auf die Überwachung der Wasserqualität mit der Multispektralkamera nicht aus. Das CBAS hatte im November 2021 bereits mit Konzeptstudien für weitere Satelliten begonnen.

## Aufbau
Guangmu beruht nicht auf einem Standard-Satellitenbus, sondern ist eine Spezialanfertigung der Innovationsakademie für Mikrosatelliten, um aus den Instrumenten an Bord den größten Nutzen ziehen zu können. Solarmodule zum Beispiel können sich, wenn sie optimal auf die Sonne ausgerichtet sind, auf bis zu 90 °C erhitzen, was die Funktionen der Infrarotkamera stark beeinträchtigen würde. Daher wurde Guangmu mit nur einem Solarzellenflügel ausgestattet und die Infrarotkamera auf der den Solarmodulen zugewandten Seite mit einer Blende geschützt. Auf der der Sonne abgewandten Seite des Satellitengehäuses wurde eine große weiße Radiatortafel installiert, über die die entstehende Hitze ins All abgestrahlt werden kann. Im Zusammenwirken mit einer bordeigenen Kältemaschine gelang es, die Arbeitstemperatur der Infrarotkamera bei −220 °C zu halten. An der dem Solarzellenflügel gegenüberliegenden Seite des Gehäuses befindet sich eine nach dem Start ausgeklappte Abschirmplatte, die die anderen beiden, in Flugrichtung vor der Infrarotkamera angeordneten und eine gemeinsame Optik benutzenden Kameras vor aus der Erdatmosphäre reflektiertem Streulicht schützt.
Der dreiachsenstabilisierte Satellit orientiert sich über ein Trägheitsnavigationssystem mit erweitertem Kalman-Filter sowie zwei Sternsensoren über seine Lage im All. Damit kann das Gehäuse auf 0,08° genau ausgerichtet werden, die Stabilität beträgt 0,0012°/s. Die durchschnittliche Leistungsaufnahme des Satelliten für Nutzlasten und Betriebssysteme liegt bei 576 W und kann in der Spitze bis zu 1086 W betragen. Die Übertragung der Nutzlastdaten zu den Bodenstationen des Instituts für Fernerkundung und digitale Geowissenschaften erfolgt parallel auf zwei Frequenzen im X-Band, im Regelbetrieb mit einer Datenübertragungsrate von 810 Mbit/s und Phasenumtastung, in Sonderfällen mit 540 Mbit/s und Quadraturphasenumtastung. Dies ist an der Grenze dessen, was die Bodenstationen verarbeiten können.
Im Regelbetrieb sind für Guangmu die Stationen in Miyun, Sanya und Kaschgar zuständig. Wenn die Zeit für den Empfang aller Daten (bis zu 8 TB pro Tag) nicht ausreicht, kommt auch die Bodenstation Kiruna, Schweden zum Einsatz. Die Steuerung des Satelliten erfolgt über das S-Band.

## Instrumente
Der inklusive Treibstoff 753 kg schwere Satellit ist mit drei Kameras ausgestattet, die alle eine Schwadbreite von 300 km besitzen:

### Nachtsichtkamera

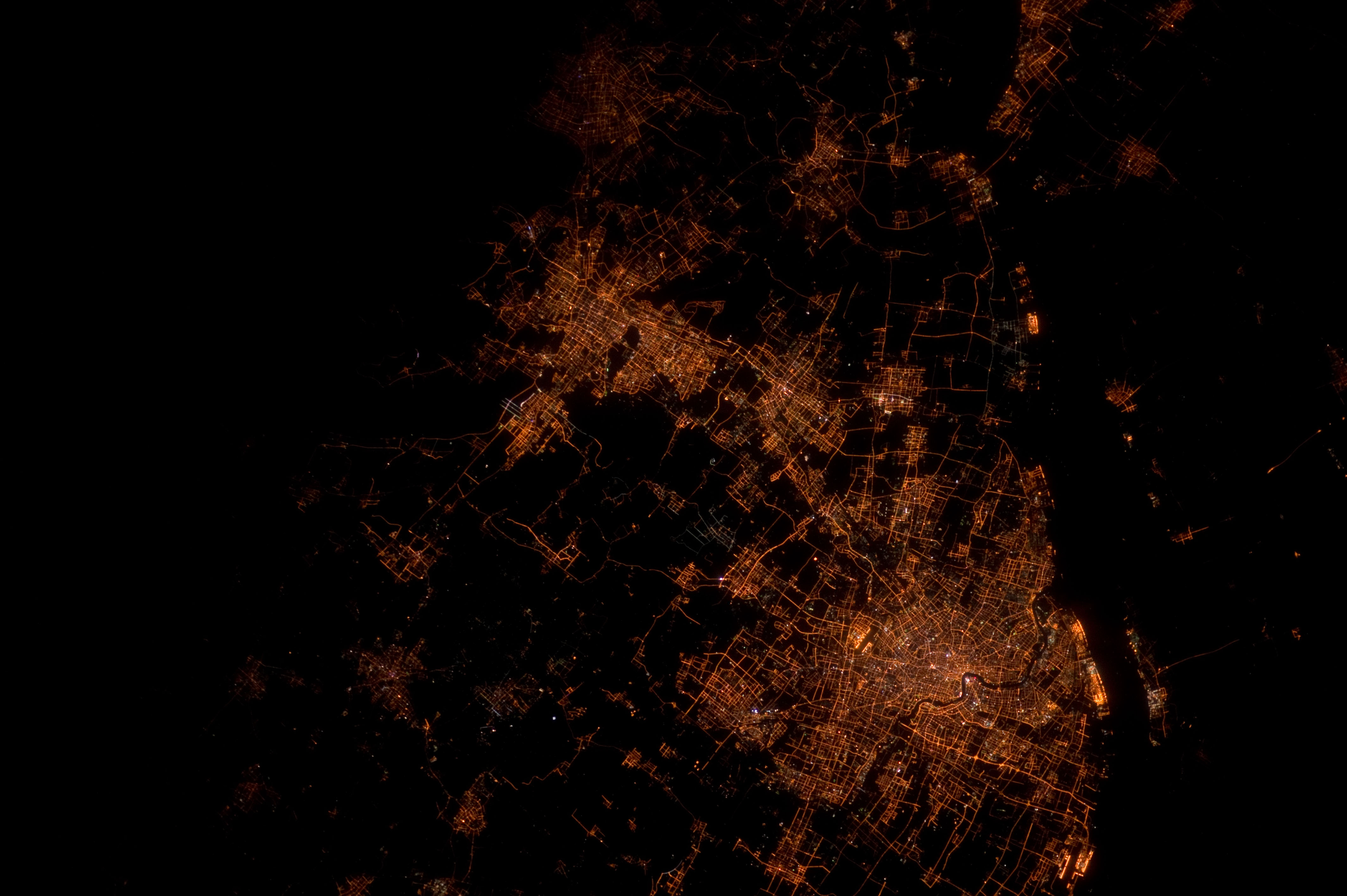
Shanghai und Umgebung bei Nacht (Aufnahme von der ISS)

Die in China gestarteten Erdbeobachtungssatelliten dienen mit der Kartografierung von Bodenressourcen, Wetterbeobachtung etc. in erster Linie der wirtschaftlichen Entwicklung des Landes. Guangmu soll wissenschaftliche Daten über die Interaktion von Mensch und Umwelt liefern. Eine gut geeignete Dimension für die Beurteilung menschlicher Aktivität ist Lampenlicht. Während die üblichen Erdbeobachtungssatelliten meist bei Tageslicht Aufnahmen machen, kann Guangmu mit seiner vom Changchuner Institut für Optik, Feinmechanik und Physik entwickelten Nachtsichtkamera mit einer Auflösung von 10 m (panchromatisch) bzw. 40 m (Farbaufnahmen) die Lichterzeugung an Haupt- und Nebenstraßen von Städten und Gemeinden sowie das Lampenlicht in einzelnen Wohnvierteln dokumentieren. Durch das relativ breite Spektrum von 430–900 nm kann die Kamera zwischen dem Licht von Glühlampen, Leuchtröhren, Quecksilberdampflampen, LED-Leuchtmitteln und anderen Lichtquellen unterscheiden. Die Wortbreite bei der Quantisierung beträgt 12 Bit.
Mit seinem Dynamikumfang von 1:1000 (etwa dem einer Kompaktkamera) kann der Sensor der Nachtsichtkamera auch in der Polarnacht, nur unter Ausnutzung des von Schnee und Eis reflektierten Mondlichts, klare Aufnahmen machen und so für den gesamten Erdball Indizes für menschliche Besiedlungsmuster und wirtschaftliche Aktivitäten liefern.

### Infrarotkamera
Die Kamera für thermische Infrarotstrahlung wurde vom Shanghaier Institut für technische Physik der Chinesischen Akademie der Wissenschaften entwickelt, sie besitzt eine räumliche Auflösung von 30 m. Die Kamera ist mit einem integrierten Infrarotfilter ausgestattet und arbeitet in den drei Spektralbändern 8–10,5 μm, 10,3–11,3 μm und 11,5–12,5 μm. Die Temperatur-Auflösung beträgt 0,5 °C, sie kann Objekte auf der Erdoberfläche in einem Temperaturbereich von −50 °C bis +70 °C klar abbilden.
Die Wortbreite bei der Quantisierung beträgt auch hier 12 Bit.
Mit dieser Kamera sollen unter anderem die Temperaturunterschiede zwischen historischen Altstädten und Neubaugebieten untersucht werden.

### Multispektralkamera
Mehr als die Hälfte der Weltbevölkerung lebt in einem etwa 200 km breiten Streifen entlang der Meeresküsten. Daher beobachtet Guangmu mit seiner vom Institut für Informationsgewinnung durch Luft- und Raumfahrt der Chinesischen Akademie der Wissenschaften entwickelten Multispektralkamera in sieben Frequenzbändern die Wasserqualität der Küstengewässer und auch der Gewässer im Inland. In den von der Kamera genutzten Spektren können Ausbrüche von Grünalgen, Cyanobakterien sowie Roter Flut präzise vermessen und Warnungen vor einer Veränderung der Wasserqualität ausgegeben werden. Die Multispektralkamera besitzt eine Auflösung von 10 m.